# Kirungu
Kirungu è una città del territorio di Moba, nella Provincia di Tanganyika della Repubblica Democratica del Congo. Rispetto al porto di Moba sul Lago Tanganica, che è il capoluogo del territorio omonimo, Kirungu si trova all'interno. 
Kirungu era precedente chiamata Baudouinville (o Boudewijnstad in olandese) e fu la sede della missione dei Padri Bianchi fondata nel 1893 da padre Victor Roelens.
La città ospita la cattedrale della diocesi di Kalemie-Kirungu, dedicata a San Giuseppe.

## Geografia
Kirungu è situata a pochi chilometri dalla sponda occidentale del tratto meridionale del Lago Tanganica, 140 km a sud-est di Kalemie, alla quale è unita da un regolare servizio di traghetti. Sorge su un altopiano a circa 400 metri di altitudine rispetto al lago e a 5 km da Moba. La città si trova lungo la strada statale 34 che arriva fino al porto lacustre di Moba e la strada statale 5, che segue direzione nord-sud.
Kirungu si trova poco più a sud del fiume Mulobozi. I monti di Marungu (Marungu highlands), con le loro pendici scoscese e il loro aspetto apro, sorgono alle spalle della città, verso ovest, bipartiti dal Mulobozi. La parte minore della catena si protende verso nord, raggiungendo i 2100 metri di altitudine, mentre sul versante meridionale i rilievi arrivano a 2460 m.

## Edifici notevoli
La città ospita lo Stadio di Kirungu, la sede centrale della Radio Comunitaria di Moba e l'ospedale di Kirungu.